# Zygmunt Hendel
Zygmunt Hendel (ur. 25 kwietnia 1862 w Krakowie, zm. 28 marca 1929 tamże) – polski architekt, historyk architektury i konserwator zabytków.

## Życiorys
Studiował w Wiedniu, praktykował w Krakowie i Paryżu. Po powrocie do Krakowa wykładał w Akademii Sztuk Pięknych. Jako młody architekt działał pod kierownictwem Józefa Sarego i Tadeusza Stryjeńskiego. W latach 1889–1892, dzięki stypendium im. Ledóchowskiej, podróżował po Belgii, Francji, Holandii, Niemczech i Włoszech, zapoznając się z zabytkami i nowymi nurtami w architekturze. Później został konserwatorem okręgów: tarnowskiego i rzeszowskiego, a następnie członkiem Grona Konserwatorów Galicji Zachodniej.
Rozwijał działalność konserwatorską, biorąc udział w pracach różnych komisji i instytucji (Komisja Historii Sztuki Akademii Umiejętności, Centralna Komisja do Badania i Zachowania Pomników Sztuki i Historii w Wiedniu, Towarzystwo Miłośników Historii i Zabytków Krakowa). Prowadził prace konserwatorskie w wielu cennych zabytkach krakowskich (m.in. w kościele i klasztorze dominikanów, kościele Mariackim, Starej Synagodze, a także w katedrze wawelskiej i zamku królewskim na Wawelu) oraz w kościele Świętego Krzyża, kościele św. Piotra i św. Pawła, kościele św. Idziego, kościele św. Wojciecha i w kamienicy Straszewskiej.
Szczególne miejsce w jego pracy konserwatorskiej zajmowała restauracja katedry i zamku na Wawelu. Funkcję pierwszego kierownika tych robót sprawował od sierpnia 1905 do czerwca 1914 roku. Pod kierunkiem Hendla oczyszczono z obmurowań arkadowe krużganki wawelskie oraz przemurowano zwietrzałe fragmenty fundamentów. Ponadto odrestaurowano mury w krużgankach na pierwszym i drugim piętrze, odnowiono fryz w dziedzińcu arkadowym, położono nowy dach o żelaznej konstrukcji nad całym zamkiem, umieszczono nowy hełm na wieży Sobieskiego, odnowiono bramę wjazdową i wykonano nowe obramienia okien I i II piętra na fasadach zewnętrznych. Podczas prac konserwatorskich Hendel osobiście jeździł do kamieniołomów i zebrane próbki kamienia przesyłał do pracowni badawczych, aby wybrać najlepszy materiał. Gromadził dokumentację fotograficzną i rysunkową dokonanych robót. Zbierał także fragmenty ocalałych detali architektonicznych, rzeźbiarskich i ceramicznych. Zbiory te uległy zniszczeniu podczas wojny. 
Prowadził także działalność architektoniczną – zaprojektował m.in. gmach Muzeum Czartoryskich w Krakowie. Wspólnie z Władysławem Marconim zaprojektował również zespół pałacowo-parkowy w Borkowicach. W katedrze na Wawelu znajduje się zaprojektowana przez niego krata w kaplicy Czartoryskich. Był autorem projektu rekonstrukcji zamku Tenczyn i wspólnie z T. Stryjeńskim kierował budową gmachu Powiatowej Kasy Oszczędności przy ul. Pijarskiej. W latach 1906–1910 wraz z Janem Sas-Zubrzyckim i Edgarem Kováts zaprojektował przebudowę kościoła bernardynów w Kalwarii Zebrzydowskiej, jednak ówczesne władze konserwatorskie w Krakowie nie wyraziły zgody na realizację.
Pochowany został na cmentarzu Rakowickim w Krakowie, w grobowcu rodzinnym, w pasie 2.

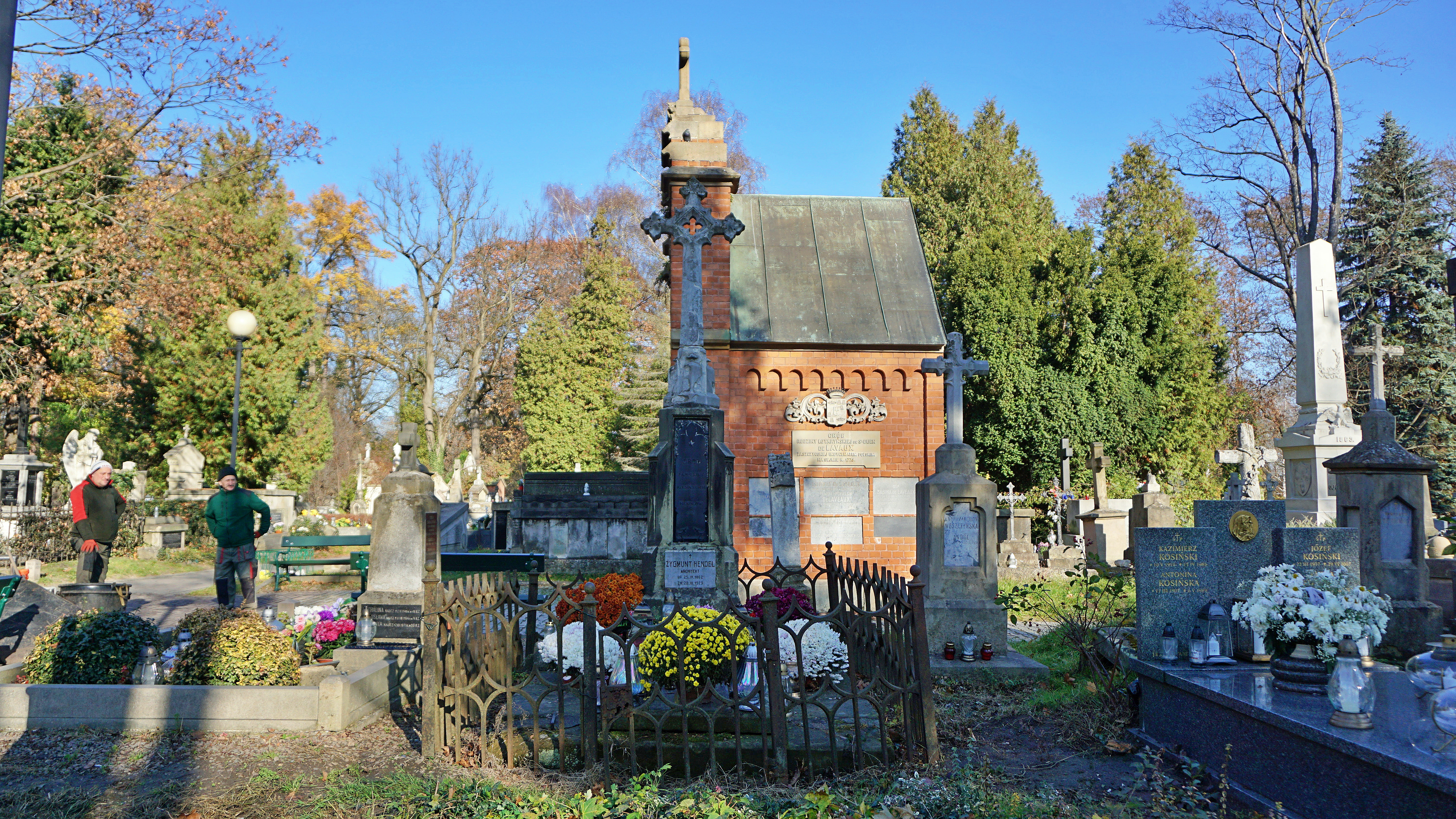
Grób Zygmunta Hendla na cmentarzu Rakowickim

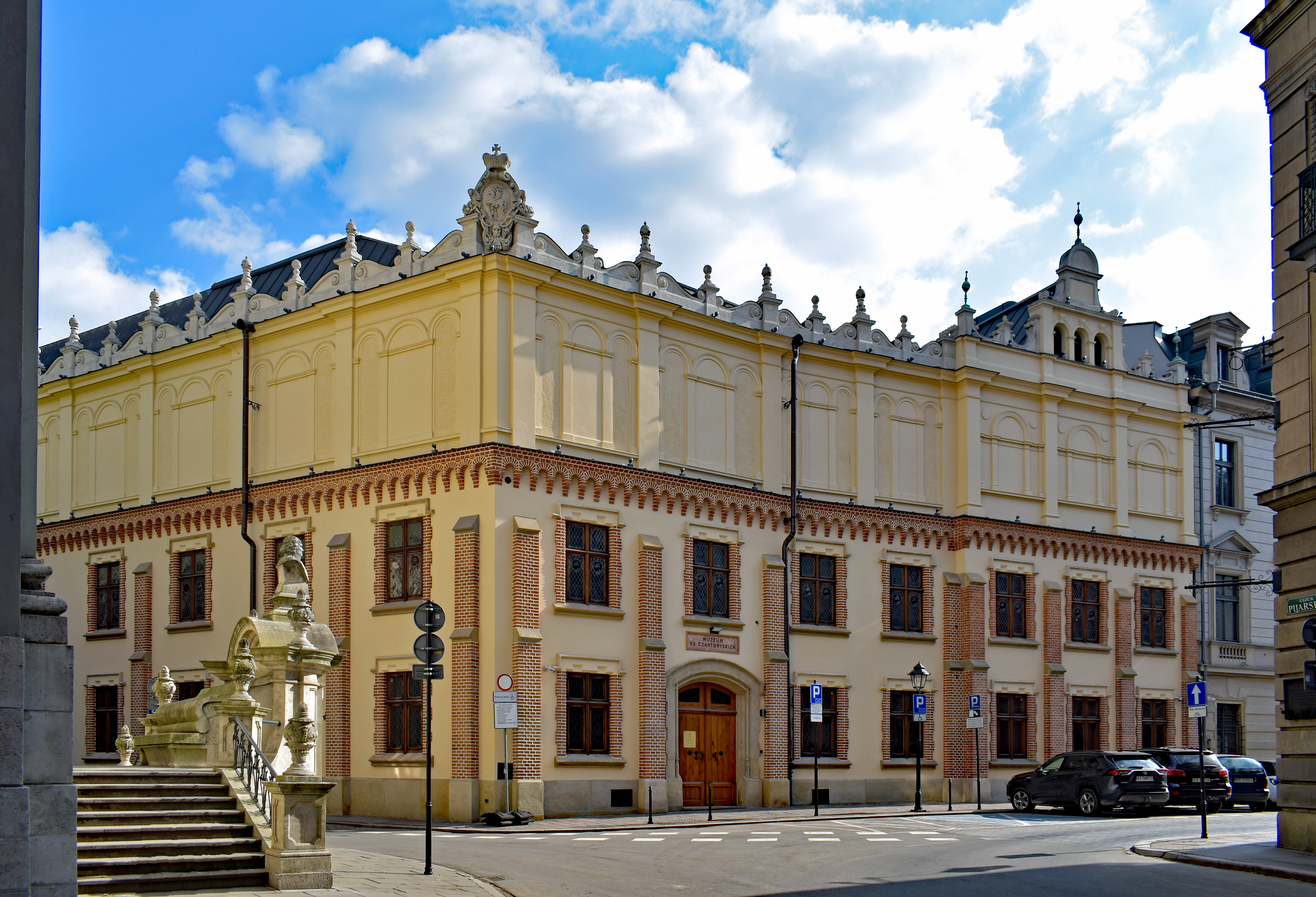
Pałac Czartoryskich. Kraków, ul. św Jana 17-19.
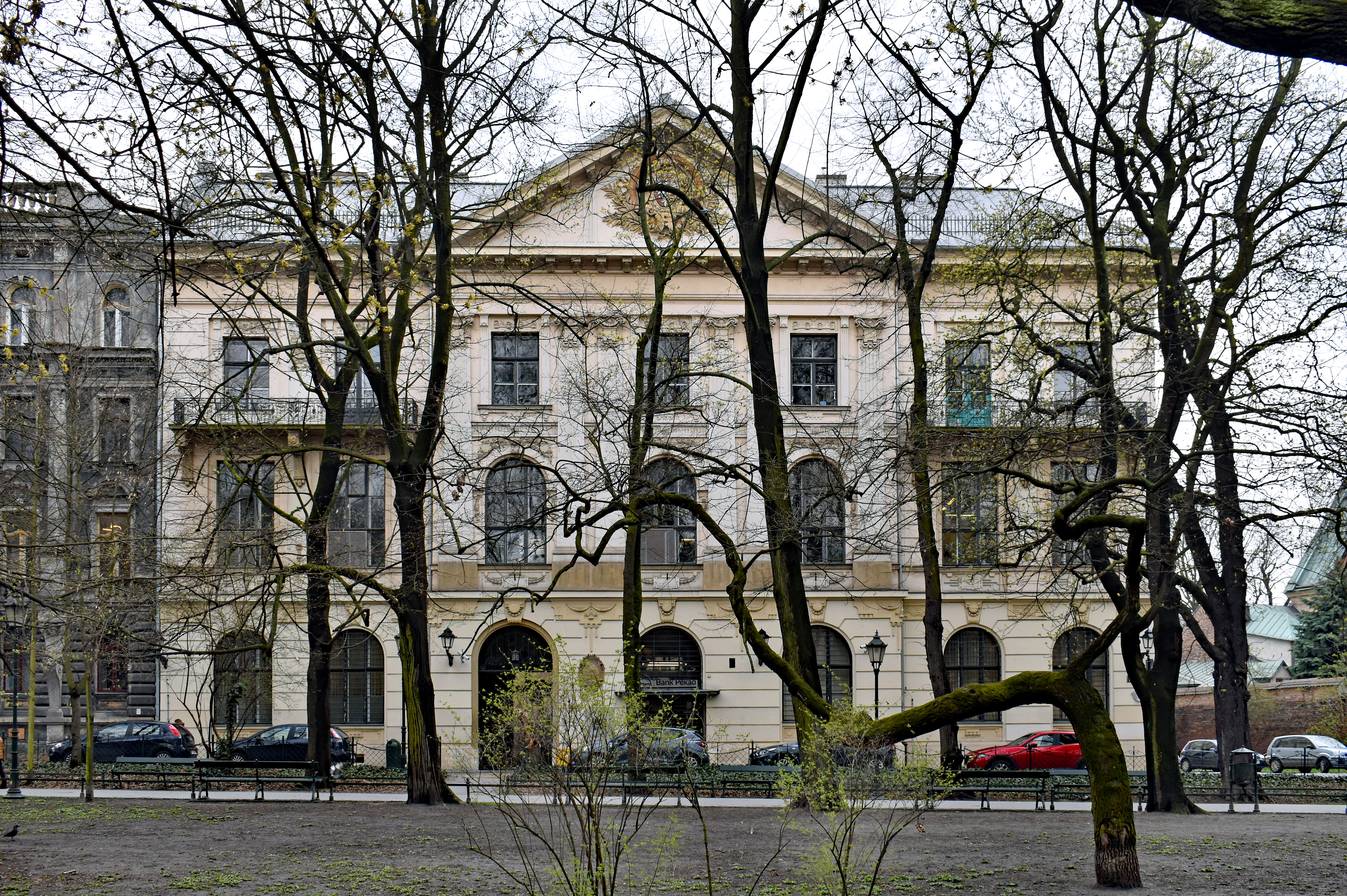
Budynek Powiatowej Kasy Oszczędności Powiatu Krakowskiego. Kraków ul. Pijarska 1.
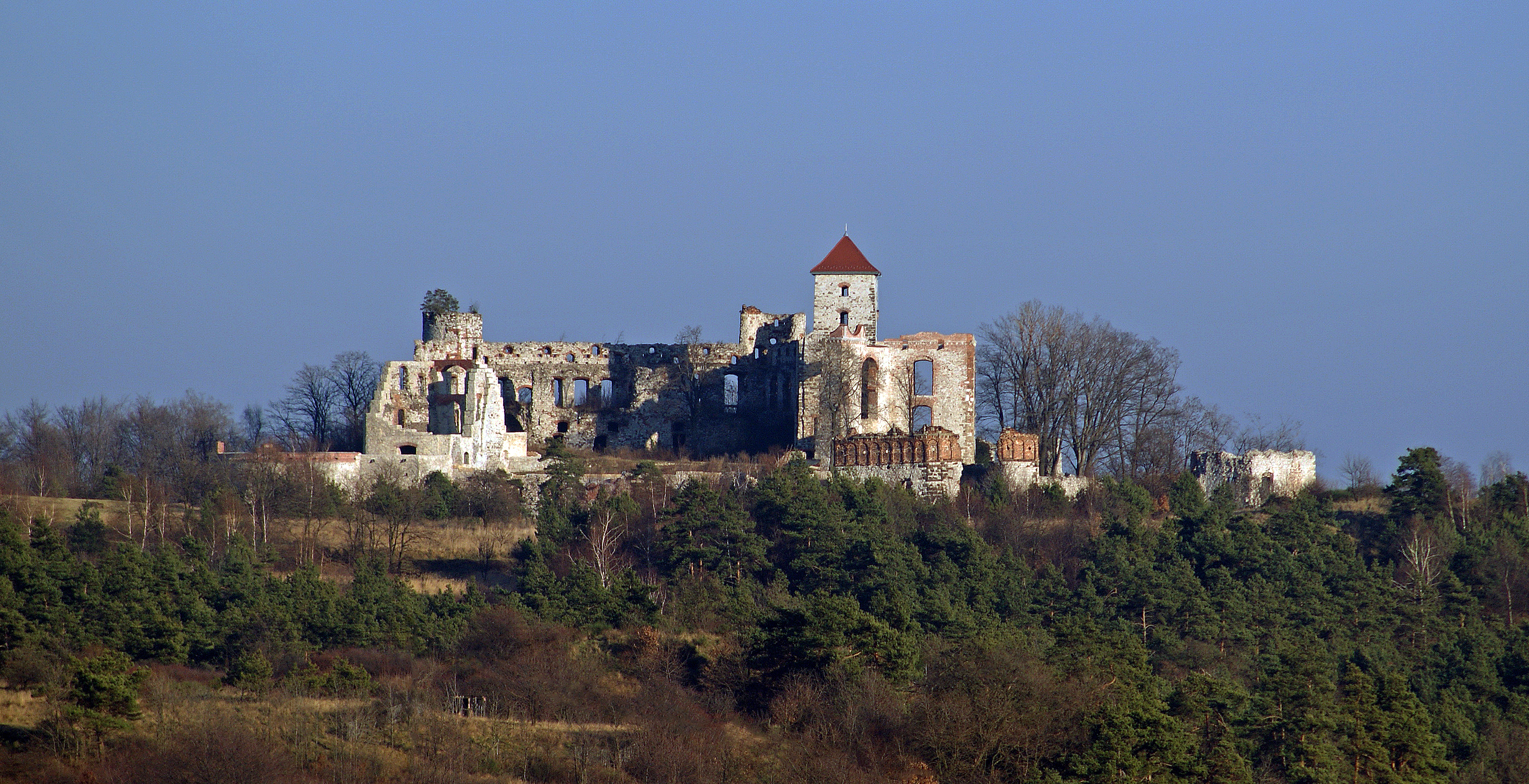
Zamek Tenczyn.